# 433 v. Chr.
Portal Geschichte | Portal Biografien | Aktuelle Ereignisse | Jahreskalender | Tagesartikel

◄ |
6. Jahrhundert v. Chr. |
5. Jahrhundert v. Chr. |
4. Jahrhundert v. Chr. |
►

◄ | 450er v. Chr. | 440er v. Chr. | 430er v. Chr. | 420er v. Chr. |
410er v. Chr. |
►

◄◄ | ◄ | 436 v. Chr. | 435 v. Chr. | 434 v. Chr. | 433 v. Chr. |
432 v. Chr. |
431 v. Chr. |
430 v. Chr. |
► |
►►

## Ereignisse

### Politik und Weltgeschehen
- In der Schlacht bei den Sybota-Inseln treffen die korinthische Flotte und die von Kerkyra aufeinander. Da beide Mächte auch in den spartanisch-athenischen Gegensatz verwickelt sind, trägt die Schlacht zur Eskalation im Vorfeld des Peloponnesischen Krieges bei, der zwei Jahre später ausbricht.

### Kultur und Gesellschaft
- um 433 v. Chr.: In China wird das Grab des Markgrafen Yi von Zeng errichtet.